# Directive CEM
La Directive CEM 2014/30/UE du Parlement européen et du Conseil contribue au marquage CE pour ce qui concerne la compatibilité électromagnétique (CEM). Celle-ci est entrée en vigueur en avril 2014 et a abrogé la directive européenne 2004/108/CE  (qui avait auparavant abrogé la directive 89/336/CEE en 2007), le 20 avril 2016. L'ensemble des produits électriques ou électroniques entrant dans le domaine d'application de la directive et disponibles sur le marché européen doit être obligatoirement conforme à cette nouvelle directive.
Un guide d'application  de la directive est publié par la Commission Européenne pour sa bonne application.

## Domaine d'application[4],[5]
La directive CEM s'applique à tout équipement (appareil ou installation fixe) électrique ou électronique susceptible de pouvoir perturber l'environnement électromagnétique, ou d'être perturbé par celui-ci. 
Les équipements suivants sont exclus du champ d'application de la directive :
- Les équipements radioamateurs non mis à disposition sur le marché ;
- Les équipements de radiocommunication ou de radio-détermination. Ils sont soumis à la directive  2014/53/UE (RED) qui intègre les exigences en matière de compatibilité électromagnétique ;
- Les équipements électromédicaux. Ils sont soumis à leur réglementation spécifique qui intègre les exigences en matière de compatibilité électromagnétique ;
- Les équipements aéronautique et automobile dans la mesure où ils répondent à une réglementation spécifique.  Note : les équipements entrant dans le champ d'application de l'article 3.2.9 du réglement 10 de l'UN ECE  n'ayant pas été homologués sont considérés dans le champ d'application de la directive CEM [6];
- Les kits d'évaluation sur mesure dans des installations professionnelles de recherche et développement;
- D'autres équipements couverts par d'autres actes législatifs spécifiques de l'Union Européenne.

## Obligations des opérateurs économiques
La nouvelle directive impose désormais des obligations aux fabricants (qui peuvent être représentés dans l'Union Européenne par un mandataire), des importateurs et des distributeurs. La responsabilité est donc désormais partagée entre tous les acteurs. Notamment, ils doivent prévenir les autorités de surveillance du marché en cas de doute avéré de la conformité du produit. Les autorités peuvent aussi demander toutes les preuves nécessaires démontrant la conformité de l'appareil à chacun des acteurs. Les conditions de stockage et de transport ne doivent pas remettre en cause la conformité du produit. Les instructions d’utilisation doivent être dans la langue de l'état destinataire. Les fabricants et importateurs doivent obligatoirement faire figurer leurs coordonnées sur le produit, ou en cas d'impossibilité sa boîte ou sa documentation.

## Exigences essentielles (Annexe I)
Les exigences essentielles d'une directive associée au marquage CE constituent la principale obligation juridique. Il s'agit, pour l'essentiel, d'une définition de l'expression "compatibilité électromagnétique"
- Il s'agit d'une obligation de résultat, le reste du processus ne visant qu'à documenter les mesures prises pour en assurer le respect.
- La seule autre obligation juridique porte sur le respect des exigences formelles (logo "CE", déclaration de conformité comportant les mentions légales, dossier technique, information de traçabilité sur le produit, documentation d'accompagnement). La directive impose aux États Membres d'appliquer une sanction judiciaire en cas de non-respect.
- Le respect des exigences essentielles et formelles interdit aux États membres de s'opposer (par exemple, par des exigences « nationales ») à la libre circulation des produits marqués.
- Par contre, la preuve du respect de norme(s), harmonisée(s) ou pas, est un élément parmi d'autres au sein du dossier technique.

### Exigences en matière de protection
- Les appareils ne doivent pas perturber outre mesure leur environnement électromagnétique.
- Les appareils ne doivent pas être perturbés outre mesure par l'environnement électromagnétique dans lequel ils sont situés.

### Exigences spécifiques aux installations
- Une installation mobile est assimilée à un appareil.
- Les installations fixes doivent être réalisées dans les règles de l'art en matière de CEM afin de respecter les exigences en matière de protection.
- L'installateur doit respecter les dispositions prévues en matière de CEM par le fabricant du composant installé.

### Remarque
Bien dans l'esprit du marquage CE, les exigences essentielles de la directive CEM ne font aucune référence à la sécurité. 
Par contre, d'autres directives, telles que les directives "basse tension" (2014/35/UE), "pression", "atmosphère explosive", "jouets" et d'autres intègrent les notions de sécurité pour leur domaine d'application, y compris l'impact des phénomènes électromagnétiques sur la sécurité de ces catégories de produit. 

## Normalisation associée
Il est à noter que la normalisation européenne associée à la CEM provient principalement de 2 sources :
- du Comité Electrotechnique International (CEI), qui publie les normes CEI 61000-x-x. Elles sont en général publiées l'année suivante en norme européenne par le CENELEC en EN IEC 61000-x-x.
- du Comité International Spécial des Perturbations Radioélectriques (CISPR), qui publie des normes CISPRxx-x. Elles sont en général publiées l'année suivante en norme européenne par le CENELEC en EN IEC 550xx-x.

Aussi, l'ETSI publie des normes Européennes de CEM pour certains équipements de télécommunication.
Souvent 2 ou 4 normes s'appliquent à un produit :
- une norme relative aux émissions haute fréquence de l'équipement (par exemple EN 55014-1, EN 55032...)
- une norme relative à l'immunité de l'équipement (par exemple EN 55014-2, EN 55035...)
- Pour les équipements alimentés en courant alternatif sur réseau public de distribution, les émissions basse fréquence en courant harmonique et fluctuations de tensions (par exemple EN 61000-3-2 et EN 61000-3-3).

### Norme harmonisée[7]
Les normes harmonisées sont les normes réalisées dans le cadre d'un mandat délivré par la commission Européenne au CENELEC et à l'ETSI. Les normes harmonisées sont destinées à être référencées au Journal officiel de l'Union européenne. Celles-ci sont des normes produit ou des normes génériques. Le respect d'une norme harmonisée publiée au journal officiel de l'Union Européenne assure une présomption de conformité à la directive CEM.
NOTE: depuis 2016, les références des normes publiées par CENELEC et ETSI  ne sont plus systématiquement référencées au journal officiel de l'union Européenne. Cette situation est la conséquence des conclusions du procès "James Eliott" ayant changé le rôle légal des normes harmonisées. Il est notable que nombre de mises à jour de normes publiées depuis par le CENELEC et l'ETSI n'ont pas été reprises au journal officiel de l'Union Européenne, affectant de fait le principe "nouvelle approche" . Le 30 août 2020, le ministère fédéral allemand de l'Économie et de l'Énergie a publié un avis juridique s'opposant aux interprétations de la commission européenne sur les conclusions du procès "James Eliott".

### Norme produit[11]
La norme produit est une norme, harmonisée ou non, qui va s'appliquer à une gamme de produit spécifique, dans un environnement spécifique.
Cette norme produit va définir pour un type d'équipement, placé dans un environnement type :
- les modes de fonctionnement particuliers dans lequel l'équipement va devoir fonctionner durant les essais,
- pour les essais d'immunité, les critères d'aptitudes du produit en fonction du type d'essai,
- la liste des essais que l'équipement devra subir, en appliquant dans la plupart des cas une norme fondamentale,
- les niveaux limites auquel l'équipement devra être conforme.

Les normes produits les plus communes sont :
- pour les appareils multimédia : EN 55032, EN 55035
- pour les appareils électro-domestiques : EN 55014-1, EN 55014-2
- pour les appareils d'éclairage (milieu résidentiel): EN 55015, EN 61547
- pour les équipements alimentés en courant alternatif sur réseau public de distribution: EN 61000-3-2, EN 61000-3-3

### Norme générique[11]
Quand aucune norme produit n'existe pour une gamme d'équipement, on peut appliquer les normes génériques. 
La norme générique va définir pour un environnement type :
- les modes génériques de fonctionnement dans lequel un équipement va devoir fonctionner durant les essais,
- pour les essais d'immunité, les critères d'aptitudes du produit en fonction du type d'essai,
- la liste des essais que l'équipement devra subir, en appliquant une norme fondamentale,
- les niveaux limites auxquels l'équipement devra être conforme.

Les normes génériques sont :
- EN 61000-6-1 : norme générique d'immunité pour l'environnement résidentiel
- EN 61000-6-2 : norme générique d'immunité pour l'environnement industriel
- EN 61000-6-3 : norme générique d'émission pour l'environnement résidentiel
- EN 61000-6-4 : norme générique d'émission pour l'environnement industriel

### Norme fondamentale[11]
La norme fondamentale définit l'ensemble de la méthode d'essai. 
Une norme fondamentale va décrire :
- Les caractéristiques essentielles du système de mesure (forme d'onde, gamme de tension, gamme de fréquence, temps de mesure, méthode de détection...)
- Souvent, des niveaux typiques d'essai, mais elle ne définit pas le niveau à appliquer à un produit
- Le montage d'essai (comment doit être disposé le produit pendant l'essai, quel type d'équipement d'essai à utiliser en fonction des caractéristiques du produit...)
- La procédure d'essai (quelles sont les étapes à respecter pour réaliser l'essai...)
- L'évaluation des résultats d'essais (comment analyser les phénomènes observés...)
- Les données à écrire dans le rapport d'essai

## Processus d'évaluation[12]

### Documentation technique
La directive exige, quelle que soit la procédure d'évaluation appliquée, la rédaction d'une documentation technique relative à la CEM. la documentation technique doit être conservée par le constructeur 10 années après la dernière mise sur le marché du modèle d'équipement. Cette documentation technique n'est pas destinée à être fournie à l'utilisateur, mais doit être à disposition des autorités en cas de requête de celles-ci.
Pour une bonne gestion de la CEM, plusieurs étapes sont à considérer lors de la création du nouvel équipement. La documentation technique (ou le dossier technique de construction) doit refléter l'évaluation du risque CEM telle que les réflexions qui ont été faites lors de la conception du point de vue CEM. Il est donc utile que la documentation technique soit rédigée tout au long de la conception du produit.
Un produit ayant subi une modification par rapport à une première production doit être facilement identifiable et rapproché avec cette documentation technique. L'impact de la modification sur la compatibilité électromagnétique et le respect des exigences essentielles doit être évalué et décrit dans la documentation.

#### Identification de l'appareil
En général, il s'agit du modèle de l'équipement. Ce nom ou numéro de modèle doit être identique entre la documentation technique, la plaque signalétique du produit, et la déclaration UE de conformité.

#### Description générale de l'appareil
Une description complète de l'appareil devrait contenir :
- Les fonctions remplies par l'appareil
- Les tolérances pour un bon fonctionnement de ces fonctions
- L'ensemble des schématiques (routage, câblage, implantation des composants...)
- La nomenclature des composants
- Les matériaux utilisées pour le blindage
- Les fréquences des horloges et bus
- La liste des accès de l'équipement (types, connecteurs blindés, longueurs)
- Une ou plusieurs photographies de l'équipement dans son ensemble et des cartes électroniques
- L'environnement type dans lequel l'appareil est destiné (en général milieu résidentiel et/ou milieu industriel)
- La notice utilisateur, contenant les dispositions relatives à la CEM que l'utilisateur devra respecter (par exemple : préconisation d'un type de cordons, précaution vis-à-vis des décharges électrostatiques sur les accès sensibles, préconisations d'installation...)

Bien entendu, le contenu varie en fonction de la complexité de l'appareil. Le guide d'application de la directive indique que pour des équipements simples, une ligne de description peut suffire.

#### Preuves de conformité
- L'évaluation du risque CEM doit démontrer que les normes et spécifications techniques appliquées à l’équipement suffisent à couvrir les exigences essentielles de la directive dans le cadre de l'utilisation prévue du produit;
- Si l'équipement a été évalué conformément à une (ou plusieurs) norme(s) harmonisée(s), les références datées de celle(s)-ci doivent figurer dans le dossier technique. Les résultats obtenus à la suite de l'évaluation conformément à cette (ces) norme(s) doivent être intégrés au dossier technique (rapport d'essai par exemple)
- Si l'équipement n'a pas été évalué (ou partiellement) conformément à une norme harmonisée, une description complète du processus appliqué pour évaluer la conformité par rapport aux exigences essentielles de la directive doit être décrite dans le dossier technique. Tous les documents ayant servi à cette évaluation (rapport d'expertise, calculs de conception, rapports d'essais...) doivent être intégrés à la documentation technique
- Si un organisme notifié a été consulté, l'avis de l'organisme notifié devra être intégré au dossier technique

### Processus d'évaluation de conformité par le contrôle interne de la fabrication (Annexe II)
Le fabricant doit évaluer la compatibilité électromagnétique de son appareil dans tous les modes de fonctionnements pertinents, pour l'environnement électromagnétique dans lequel l'appareil sera destiné à être placé.
Pour cela, le fabricant doit constituer une documentation technique. 
Une déclaration UE de conformité doit aussi être rédigée par le fabricant (ou son mandataire). 
La documentation technique et la déclaration UE de conformité doivent rester à disposition des autorités 10 années après la dernière production de son produit par le fabricant, son représentant (mandataire) dans la communauté européenne, ou à défaut, l'importateur.
Le constructeur doit également s'assurer que les produits fabriqués correspondent à la documentation technique rédigée.

### Processus d'évaluation de conformité par l'examen UE de type par unorganisme notifié(Annexe III)
Le fabricant peut choisir d'appliquer ou non l'annexe III sur une partie ou l'ensemble des exigences essentielles de la directive. Ce qui n'est pas évalué conformément à l'annexe III doit être obligatoirement évalué conformément à l'annexe II.

#### Module B: Examen UE de type
En complément des obligations de l'annexe II, le fabricant (ou son mandataire) demande un examen UE de type à un unique organisme notifié de son choix, sur tout ou partie des exigences essentielles de la directive. Pour obtenir cet avis, le fabricant (ou son mandataire) présente certains éléments dont une documentation technique à l'organisme notifié.
L'organisme notifié examine cette documentation technique et établit un rapport d'évaluation, et si le dossier démontre le respect des exigences de la directive, une attestation d'examen UE de type. L'organisme notifié a aussi obligation de prévenir le fabricant (ou son mandataire) si au moment de l'examen, il est établi que le produit risque de ne plus être conforme aux futures exigences.
Le fabricant ou son mandataire doit informer l'organisme notifié de toute modification faite pouvant remettre en cause la conformité de son produit.
L'organisme notifié a obligation de transmettre la liste des attestations à son autorité notifiante. Celle-ci peut obtenir une copie de chaque attestation sur demande.
Le fabricant ou son mandataire doit tenir à disposition des autorités nationales une copie de l'attestation et de toute la documentation liée.

#### Module C: Conformité au type sur la base du contrôle interne de la fabrication
Le fabricant doit assurer et déclarer que la fabrication de série de son produit est conforme à l'appareil de type qui a été examiné.
Le fabricant ou son mandataire appose le marquage CE sur le produit et établit par écrit une déclaration UE de conformité qui doit être conservée 10 ans.

### Déclaration UE de conformité (Annexe IV)
La déclaration UE de conformité est rédigée par le constructeur (ou son mandataire dans l'Union Européenne). Elle comporte :
- l'identification complète du produit (modèle, série...) ;
- les coordonnées du fabricant ou de son mandataire ;
- une mention de la directive ;
- Objet de la déclaration (par exemple photographie couleur) ;
- La déclaration que l'équipement mentionnée est conforme aux directives applicables.  NOTE: Lorsque plusieurs actes s'appliquent au produit (par exemple la directive CEM, la directive BT, la directive RoHS), une déclaration unique doit être rédigée[13].
- la liste des normes harmonisées et datées appliquées, ou à défaut une référence au programme d'évaluation appliqué ;
- s'il y a lieu, la référence du certificat d'examen UE d'organisme notifié ;
- les informations additionnelles (par exemple « Appareil de classe A ») ;
- le nom, la date et la signature du représentant dans l'Union européenne.

La directive CEM n'exige pas la délivrance de la déclaration de conformité avec le produit, mais le constructeur (ou son mandataire) doit la tenir à disposition des autorités.

## Marquages[14]
Le marquage "CE", doit apparaître sur le produit. Le logo CE indique que l'appareil est conforme aux exigences de l'ensemble des directives applicables à ce produit.
Un numéro de type, de lot ou de série, ou tout autre élément d'identification doit apparaître sur le produit.
Le nom et l’adresse du fabricant (ou de son mandataire dans l'union européenne) ainsi que le nom et l’adresse et l'importateur (si différent) doivent figurer sur le produit.
D'autres marquages doivent également être présents sur le produit ou la documentation s'ils sont imposés par la norme appliquée par exemple le logo d'avertissement "ESD" à proximité des accès sensibles aux décharges électrostatiques, comme préconisé par la norme EN 61326.
Dans le cas ou ces marquages ne sont pas possibles sur le produit pour des raisons techniques (par exemple produit trop petit), ces marquages doivent figurer dans le document d'accompagnement ou l'emballage du produit.

## Documents d'accompagnement[15],[16]
L’équipement doit être accompagné d'une documentation pour l'utilisateur final de l’équipement reprenant les informations suivantes, dans la langue de l'état auquel l'équipement est adressé:
- toute précaution spécifique à prendre lors du montage, de l’installation, de l’entretien ou de l’utilisation de l’appareil en matière de CEM;
- toute information nécessaire permettant une utilisation de l’appareil conforme aux fins prévues de celui-ci;
- lorsque la conformité n'est pas garantie dans les zones résidentielles, soit:
  - "Ce produit ne doit pas être utilisé dans des zones résidentielles"; ou
  - "Ce produit peut causer des interférences s’il est utilisé dans des zones résidentielles. Il convient d’éviter de l’utiliser dans de telles conditions, sauf si l’utilisateur prend des mesures spéciales afin de réduire les émissions électromagnétiques et de prévenir les interférences à la réception des émissions de radio ou de télévision."; ou
  - Toutes autres instructions suffisamment explicites et intelligibles pour l'utilisateur final de l'équipement. Les mentions telles que "Ceci est un équipement de classe A" doivent être évités.

## Liens